# Рот, Элвин (баскетболист)
Элвин Рот (англ. Alvin "Fats" Roth, род. в 1930-х годах) — американский баскетболист. Рот был одним из ключевых игроков чемпионского состава баскетбольной команды Городского колледжа Нью-Йорка «ГКНЙ Биверс», которая в 1950 году впервые в истории студенческого баскетбола выиграла в один год два постсезонных турнира — Национальный пригласительный турнир и турнир NCAA.

## Биография
Рот вырос в Бруклине (Нью-Йорк), учился в старшей школе Эрасмуса, где он в составе местной баскетбольной команды в сезоне 1947/48 годов стал чемпионом PSAL. Из-за плохой успеваемости Рот не смог поступить в Городской колледж Нью-Йорка в первый год и попал туда лишь в следующем году на второй курс. Он стал выступать за местную баскетбольную команду «ГКНЙ Биверс» под руководством тренера Нэта Холмана. В сезоне 1949/50 годов «Биверс» одержали 17 побед при 5 поражениях в регулярном чемпионате и получили приглашение принять участие в Национальном пригласительном турнире (NIT) и в турнире NCAA. В обоих случаях «Биверс» дошли до финального матча, где как в одном, так и другом турнире обыграли команду университета Брэдли, став единственной командой в истории США, выигравшей два главных студенческих турнира в течение одного года.
В 1951 году в американском студенческом баскетболе разразился скандал, когда выяснилось, что некоторые игроки Городского колледжа были связаны с букмекерами и влияли на окончательный счёт поединков таким образом, чтобы их команда проигрывала с определённым разрывом. Согласно прокурору округа Манхэттен Фрэнку Хогану, 32 баскетболиста ряда университетов были вовлечены в подтасовку результатов, которые повлияли на исход 86 матчей. В их число также входили игроки Городского колледжа — Эд Роман, Рот и Эд Уорнер. Баскетболисты были арестованы по обвинению в получении взятки и подтасовке результатов трёх игр в сезоне 1950/51. Все признали себя виновными в совершении административного правонарушения и в ноябре того же года были приговорены к условным срокам наказания. Чтобы избежать попадания в тюрьму Рот согласился пойти на службу в Вооружённые силы США. Позже выяснилось, что попадание Рота в Городской колледж стало возможно благодаря Нэту Холману, который подделал результаты вступительного теста. Кроме того, он, как и другие баскетболисты замешанные в скандале, получил пожизненный запрет на выступление в НБА. Поэтому некоторое время он играл в Восточной баскетбольной ассоциации.
По завершении игровой карьеры Рот вновь поступил в Городской колледж, где получил диплом в управлении бизнесом. Позже он переехал в пригород Нью-Йорка и работал в страховой компании.